# Ética populacional
A ética populacional é o estudo filosófico dos problemas éticos que surgem quando nossas ações afetam quem nasce e quantas pessoas nascem no futuro. Uma área importante dentro da ética populacional é a axiologia populacional, que é "o estudo das condições sob as quais um estado de coisas é melhor do que outro, quando os estados em questão diferem sobre os números e as identidades das pessoas que virão a viver".
O filósofo moral Derek Parfit trouxe a ética da população à atenção da comunidade acadêmica como um ramo moderno da filosofia moral em seu trabalho seminal Razões e Pessoas, em 1984. Discussões sobre ética populacional são, portanto, um desenvolvimento relativamente recente na história da filosofia. Formular uma teoria satisfatória da ética populacional é considerado "notoriamente difícil". Embora os estudiosos tenham proposto e debatido muitas teorias éticas da população, nenhum consenso na comunidade acadêmica foi atingido. 
Gustaf Arrhenius, professor de filosofia e diretor do Instituto de Estudos Futuros, faz o seguinte comentário sobre a história e os desafios da ética populacional: 
Nos últimos trinta anos, esteve em andamento a busca por uma teoria que acomodasse nossas intuições sobre deveres morais para com as gerações futuras. O objeto dessa busca se mostrou surpreendentemente vago. (...) O maior problema tem sido encontrar uma teoria populacional adequada, ou seja, uma teoria sobre o valor moral do estado das coisas no qual o número de indivíduos, a qualidade de suas vidas e suas identidades podem variar. Uma vez que qualquer teoria moral razoável precisa considerar os possíveis cenários futuros ao determinar o status normativo das ações, o estudo da ética populacional é de importância geral para a teoria moral.

## Posições
Todas as principais teorias em ética populacional tendem a produzir resultados contra-intuitivos. Hilary Greaves,  professora de filosofia de Oxford e diretora do Global Priorities Institute, explica que isso não é coincidência, pois acadêmicos provaram uma série de teoremas de impossibilidade para o campo nas últimas décadas. Esses teoremas de impossibilidade são resultados formais que mostram que "para várias listas de requisitos à primeira vista intuitivamente desejáveis, ... nenhuma axiologia pode satisfazer simultaneamente todos os requisitos da lista". Ela conclui que a escolha de uma teoria em ética populacional se resume a escolher de qual intuição moral se está menos disposto a desistir.

### Totalismo
O utilitarismo total, ou totalismo, visa maximizar a soma total de bem-estar no mundo, calculado a partir do número de indivíduos multiplicado por sua qualidade de vida média. Consequentemente, os totalistas sustentam que um estado de coisas pode ser melhorado tanto aumentando nível de bem-estar da população existente como aumentando o tamanho da população através da adição de indivíduos com bem-estar positivo. Greaves define formalmente o totalismo da seguinte forma: Um estado de coisas " A é melhor que B se o bem-estar total em A for maior que o bem-estar total em B. A e B são igualmente bons se o bem-estar total em A for igual a bem-estar total em B."
Matematicamente, o totalismo leva a uma implicação que muitas pessoas acham contra-intuitiva. Em seu livro Razões e pessoas, Derek Parfit foi um dos primeiros a explicar e popularizar essa implicação na literatura acadêmica, cunhando-a como a "conclusão repugnante". 

#### A conclusão repugnante
Na formulação original de Parfit, a conclusão repugnante afirma que 
Para qualquer população de pelo menos dez bilhões de pessoas, todas com uma altíssima qualidade de vida, poderia haver uma população muitas vezes maior cuja existência, mantendo-se todo o resto igual, seria melhor, mesmo que seus membros tivessem vidas que mal valessem a pena viver.— Derek Parfit Reasons and Persons (1984), p. 342
Parfit chega a essa conclusão mostrando que há uma série de etapas, cada uma das quais intuitivamente torna o estado geral do mundo melhor, mas que leva de um mundo "A" - aquele com uma grande população com alto bem-estar médio - a um " Z "- um mundo com uma população extremamente grande, mas com um bem-estar médio apenas com um pequeno saldo positivo. O totalismo leva à conclusão repugnante porque sustenta que o mundo Z é melhor que o mundo A, pois o bem-estar total é maior no mundo Z para uma população suficientemente grande. 
Greaves escreve que Parfit procurou uma maneira de evitar a conclusão repugnante, mas que ele: 
não foi capaz de encontrar uma axiologia que ele próprio considerasse satisfatória, porém tinha esperança de que fosse apenas por falta de pesquisa, e que, no futuro, alguma axiologia totalmente satisfatória, chamada "Teoria X" pudesse ser encontrada. Grande parte da literatura subsequente consistiu em tentativas de formular a tal "Teoria X".— Hilary Greaves Population Axiology (2017), Philosophy Compass, p. 12
Os teoremas da impossibilidade na ética populacional destacam a dificuldade de evitar a conclusão repugnante sem abrir mão de axiomas ainda mais fundamentais na ética e na racionalidade. Em vista disso, vários acadêmicos importantes chegaram a aceitar e até defender a conclusão repugnante, incluindo os filósofos Torbjörn Tannsjö e Michael Huemer, pois essa estratégia evita todos os teoremas da impossibilidade.

### Averagismo
O utilitarismo médio, ou averagismo, visa apenas melhorar o nível médio de bem-estar, sem levar em consideração o número de indivíduos existentes. O averagismo evita a conclusão repugnante, porque sustenta que, em contraste com o totalismo, as reduções no nível médio de bem-estar nunca podem ser compensadas adicionando mais pessoas à população. Greaves define formalmente o averagismo  da seguinte forma: A situação "A é melhor que B se o bem-estar médio em A for maior que o bem-estar médio em B. A e B são igualmente bons se o bem-estar médio em A for igual ao bem-estar médio em B."
O averagismo nunca foi amplamente adotado pelos filósofos, porque leva a implicações contraintuitivas consideradas pelo menos tão sérias quanto a conclusão repugnante. Em particular, Parfit mostra que o averagismo leva à conclusão de que uma população de apenas uma pessoa é melhor do que qualquer população grande - digamos, os 7,7 bilhões de pessoas que vivem hoje - desde que o nível de bem-estar médio dessa única pessoa  seja ligeiramente superior ao do grande grupo de pessoas. Mais contraintuitivamente ainda, o averagismo também implica que "para uma população que consiste em apenas uma pessoa levando uma vida em um nível de bem-estar muito negativo, por exemplo, uma vida de tortura constante, há outra população que é melhor, embora contenha milhões de vidas com um nível de bem-estar ligeiramente menos negativo".

#### Conclusão sádica
O averagismo possui uma implicação contra-intuitiva adicional, chamada de "conclusão sádica". Arrhenius define da seguinte maneira: "Uma adição de vidas com bem-estar negativo pode ser melhor do que uma adição de vidas com bem-estar positivo". Isso ocorre porque adicionar um pequeno número de pessoas torturadas com vidas horríveis a uma população diminui o nível médio de bem-estar em menos do que ele diminuiria ao adicionar-se um número suficientemente grande de pessoas com vidas boas, porém com bem-estar apenas levemente abaixo da média. 

### Visão que afeta a pessoa
Algumas pessoas têm a intuição de que, mantendo todo o resto igual, adicionar um indivíduo feliz à população não constitui uma melhoria no estado geral do mundo. Essa intuição é capturada pela classe de "pontos de vista que afetam a pessoa" na ética populacional e é frequentemente expressa nas palavras de Jan Narveson de que "somos a favor de fazer as pessoas felizes, mas neutros em fazer pessoas felizes".
A visão que afeta a pessoa pode ser vista como uma revisão do utilitarismo total, na qual o "escopo da agregação" é alterado de todos os indivíduos que existiriam para um subconjunto desses indivíduos (ou seja, aqueles que já existem). Ela evita a conclusão repugnante, porque negam que uma perda de bem-estar na geração atual possa ser compensada trazendo à existência pessoas adicionais que desfrutariam de um alto bem-estar. 
A visão que afeta a pessoa pode ser caracterizada pelas duas reivindicações a seguir: primeiro, a restrição em relação às pessoas afetadas, que sustenta que  fazer algo moralmente bom ou ruim exige que seja bom ou ruim para alguém; e segundo, a incomparabilidade da inexistência sustenta que o existente e o inexistente são incomparáveis, o que implica que não pode ser bom ou ruim que alguém venha a existir. Tomadas em conjunto, essas alegações constituem o que Greaves descreve como o princípio da neutralidade: "Adicionar uma pessoa extra ao mundo, se for feito de maneira a deixar inalterados os níveis de bem-estar de outras pessoas, não muda o estado das coisas para melhor ou pior."
No entanto, as visão que afeta a pessoa gera muitas implicações contra-intuitivas, levando Greaves a comentar que "é extraordinariamente difícil formular qualquer axiologia remotamente aceitável que capte essa ideia de neutralidade".

### Visões assimétricas em relação ao sofrimento e à felicidade
Um dos problemas mais desafiadores que a ética populacional enfrenta, afetando, em particular, a visão que afeta a pessoa é o da assimetria entre trazer à existência vidas felizes e infelizes (que não valem a pena viver). Jeff McMahan descreve a assimetria dizendo que 
se por um lado o fato de a vida de uma pessoa ser pior do que não viver constitui uma razão moral suficiente para não trazê-la à existência, o fato de que uma pessoa teria uma vida que valesse a pena viver fornece pouca ou nenhuma razão moral para trazê-la à existência

Uma resposta a esse desafio foi rejeitar essa assimetria e afirmar que, assim como temos razões para não criar um ser que terá uma vida ruim, temos motivos para criar um ser que terá uma vida boa.  Os críticos dessa visão podem alegar que nossas razões para não criar vidas infelizes são mais fortes do que nossas razões para criar vidas felizes ou que, embora devamos evitar criar vidas infelizes, não temos motivos para criar vidas felizes. Embora essa alegação tenha sido defendida de diferentes pontos de vista, é a que seria favorecida especialmente pelo consequencialismo negativo e outras visões focadas no sofrimento.

## Relevância prática
Problemas de ética populacional surgem principalmente ao tomar decisões políticas em larga escala, mas também podem afetar o modo como devemos avaliar escolhas individuais. Exemplos de questões práticas que dão origem a problemas de ética  populacional incluem a decisão de ter ou não um filho adicional; como alocar recursos que salvam vidas entre jovens e idosos; quantos recursos dedicar à mitigação das mudanças climáticas; e se deve-se ou não apoiar programas de planejamento familiar em países em desenvolvimento. As decisões tomadas sobre todos esses casos afetam o número, a identidade e a qualidade de vida média das pessoas no futuro.
As opiniões de um indivíduo sobre ética da população têm o potencial de moldar significativamente o que se pensa como as prioridades morais mais prementes. Por exemplo, a visão total em ética populacional e teorias relacionadas leva ao longtermismo, definido pelo Global Priorities Institute da Universidade de Oxford como "a visão de que o principal determinante das diferenças de valor das ações que tomamos hoje é o efeito dessas ações no futuro a longo prazo ".  Nesta base, o filósofo de Oxford Nick Bostrom argumenta que a prevenção de riscos existenciais para a humanidade é uma importante prioridade global, a fim de preservar o valor de muitas vidas que poderão vir a existir no futuro. Outros que endossaram a assimetria entre a criação de vidas felizes e miseráveis também apoiaram uma abordagem de longo prazo e concentraram-se na prevenção de riscos de cenários de sofrimento futuro, especialmente aqueles em que o sofrimento prevaleceria sobre a felicidade ou onde poderia haver quantidades astronômicas de sofrimento.  Ideias de longo prazo foram adotadas e colocadas em prática por várias organizações associadas à comunidade do Altruísmo Eficaz, como a Open Philanthropy Project e 80.000 Horas, além de filantropos como Dustin Moskovitz e Ben Delo.